# Sławików
Sławików (niem. Bergkirch) – wieś w Polsce położona w województwie śląskim, w powiecie raciborskim, w gminie Rudnik. Sławików jest położony w północno-wschodniej części gminy. Ma powierzchnię 6 km² oraz prawie pięciuset mieszkańców.

## Nazwa

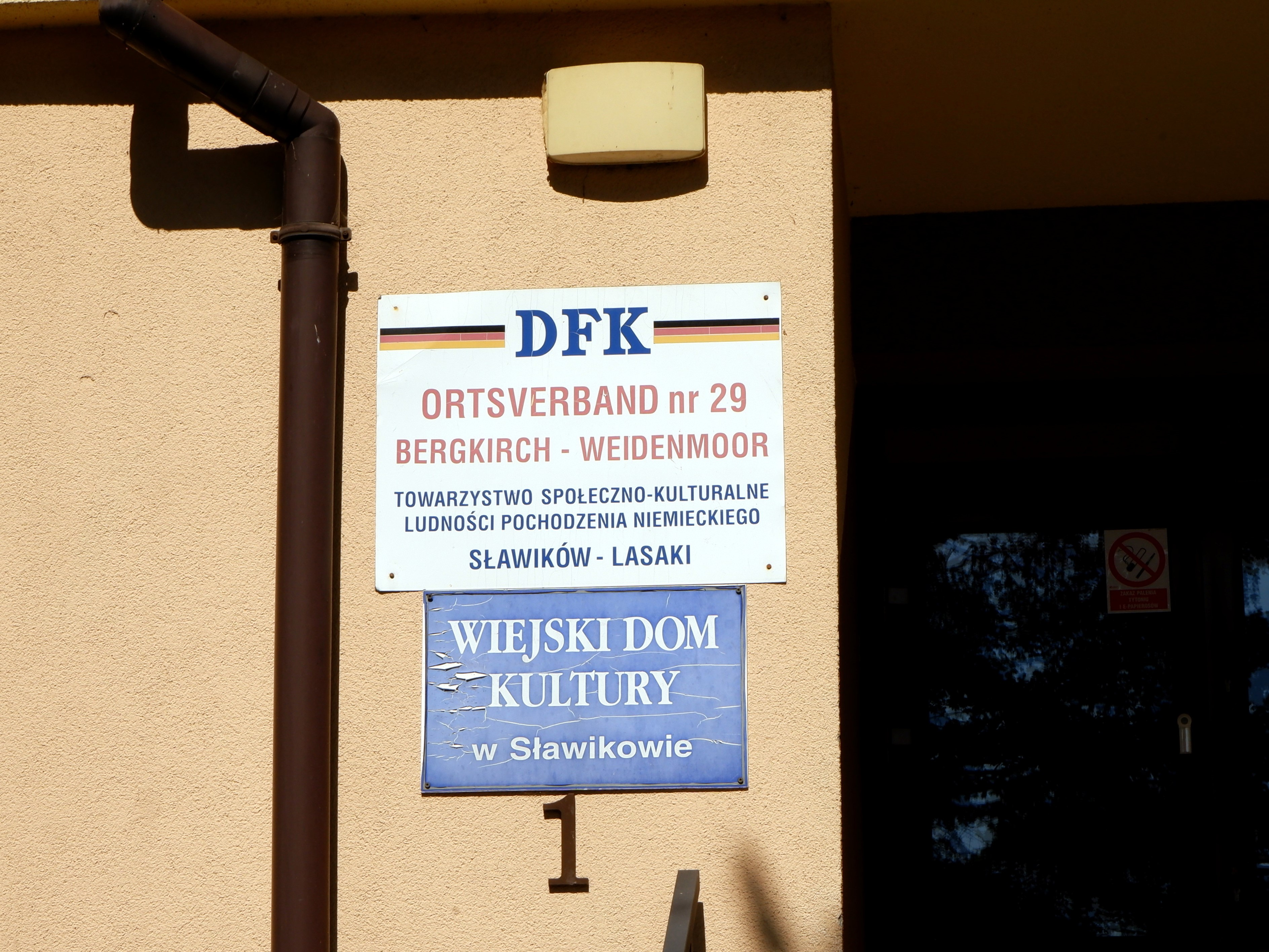
Współczesny szyld koła mniejszości niemieckiej w Sławikowie z nazwą Bergkirch

Badacze zaliczają nazwę do grupy nazw dzierżawczych wywodząc ją od imienia założyciela lub właściciela Sławika.
Do języka niemieckiego nazwa została zaadaptowana w postaci Slawikau. W okresie hitlerowskiego reżimu w latach 1936-1945 nazistowska administracja III Rzeszy zmieniła ją na Bergkirch.

## Historia
Prawdopodobnie jedna z najstarszych miejscowości na ziemi raciborskiej. Pierwszy raz wieś jest wzmiankowana w łacińskim dokumencie z 1223 roku jako Slavicovo. W 1657 roku powstał tutaj drewniany kościół, który został przeniesiony w latach 1849-1850 do Zabełkowa (spłonął tam w 1976 r.). W latach 1842–1846 powstał nowy murowany kościół
W latach 1975−1998 miejscowość administracyjnie należała do województwa katowickiego.

## Demografia
W 2016 roku w Sławikowie ludność w wieku przedprodukcyjnym na 100 mieszkańców wynosiła 15,06, co uplasowało wieś poniżej średniej w gminie (16,95). Natomiast ludność w wieku produkcyjnym wynosiła 69,74 (średnia w gminie – 66,90), a w wieku poprodukcyjnym – 14,66 (średnia w gminie – 16,25). Stosunek mieszkańców w wieku poprodukcyjnym do mieszkańców w wieku produkcyjnym wynosił 21% (średnia w gminie – 24%). Mediana wieku mieszkańców wynosi 43 lat (średnia w gminie - 47,11).
| Rok  | Liczba ludności | Gęstość zaludnienia (os./km²) |
| ---- | --------------- | ----------------------------- |
| 2004 | 474             | 79,0                          |
| 2011 | 435             | 72,5                          |
| 2016 | 423             | 70,5                          |

## Zabytki

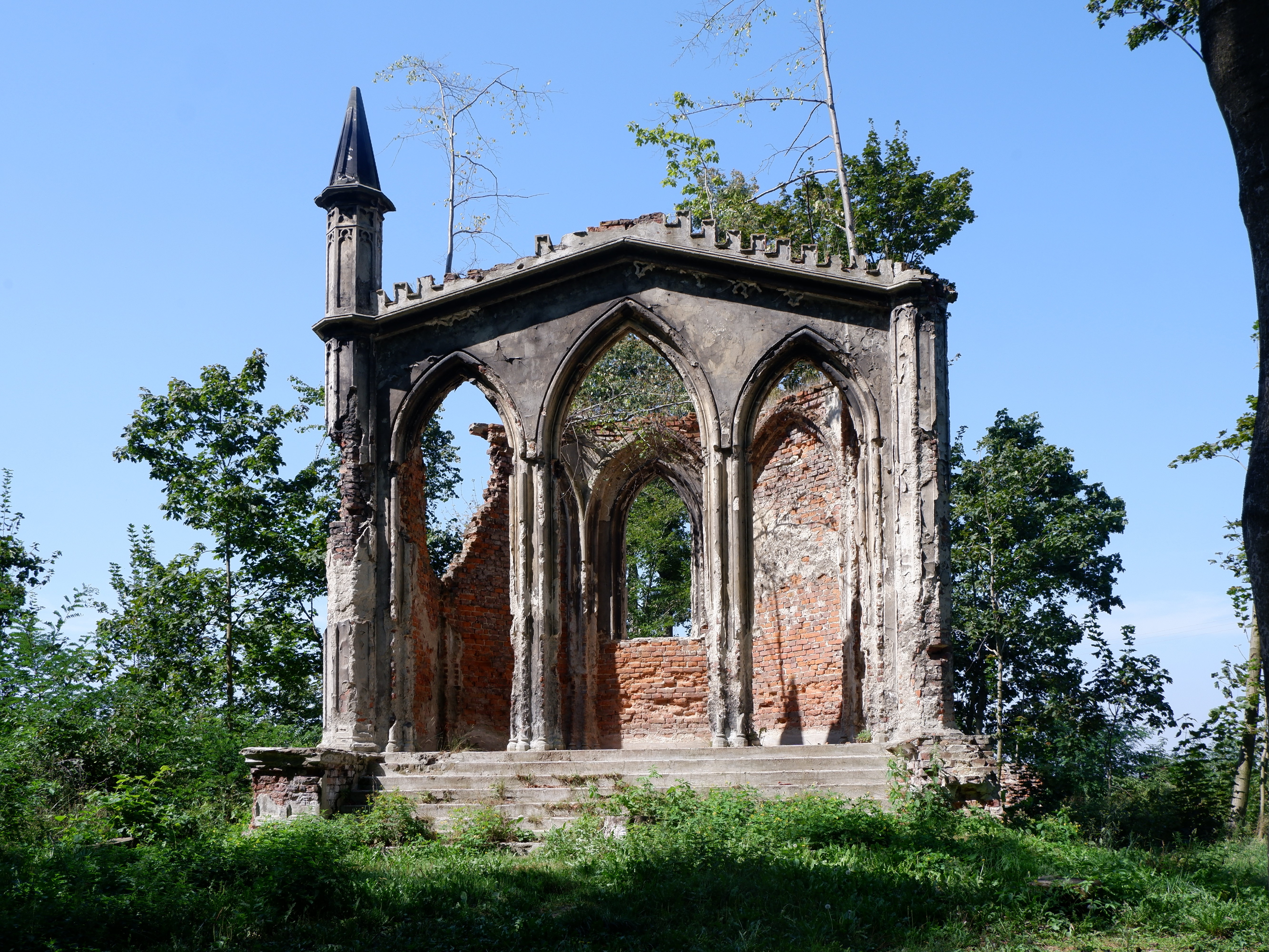
Ruiny mauzoleum rodziny von Eickstedt

Przy ul. Parkowej znajdują się wpisane do wojewódzkiego rejestru zabytków (A/746/2021) ruiny pałacu wybudowanego w stylu eklektycznym na rzucie prostokąta, przebudowanego w 1865 r., którego frontowa elewacja ma 62 metry, a także ruiny oranżerii. Na terenie parku znajduje się również mauzoleum, a także spichlerz, który zbudowany z cegły na przełomie XVIII/XIX wieku, prostokątny z dachem naczułkowym, dwukondygnacyjny.
Przy ul. Parkowej (nr 48) stoi wpisany do rejestru zabytków (nr rej. A/628/2020) kościół parafialny pw. św. Jerzego, który został wzniesiony w latach 1842–1846, w stylu neogotyckim. Wokół kościoła znajdują się wpisane do wojewódzkiego rejestru zabytków (A/OP-616/59) cztery murowane późnoklasycystyczne kaplice z połowy XIX wieku.
Przy ul. Słowackiego stoi krzyż kamienny z postacią Chrystusa na postumencie z niszą, w której stoi figura Matki Boskiej Bolesnej. Krzyż pochodzi z początków XX wieku.
| Nr ewidencyjny | Obiekt                                                                       | Forma ochrony              | Adres           |
| -------------- | ---------------------------------------------------------------------------- | -------------------------- | --------------- |
| A/628/2020     | Kościół parafialny świętego Jerzego, z 1846 roku, projekt J. Linke, murowany | wpis do woj. rej. zabytków | ul. Parkowa     |
| A/OP-616/59    | Cztery kaplice cmentarne z około połowy XIX wieku, murowane                  | wpis do woj. rej. zabytków | ul. Parkowa 19a |
| A/746/2021     | Pałac i park krajobrazowy                                                    | wpis do woj. rej. zabytków | ul. Parkowa     |

W Sławikowie znajdują się cztery stanowiska archeologiczne wpisane do wojewódzkiego rejestru zabytków. Oprócz tego jest również jedno stanowisko niewpisane do wojewódzkiego rejestru zabytków, gdzie znaleziono ślady osadnicze z pradziejów oraz XIII-XIX wieku.

## Kultura
W ostatnie dzień karnawału po wsi chodzą przebierańcy z niedźwiedziem, zwyczaj zwany jest wodzeniem bera. W skład korowodu, oprócz niedźwiedzia, wchodzą diabły, baba, lekarz, policjant i trzech grajków (wśród instrumentów są tzw. diabelskie skrzypce).